# Морские львы
Морски́е львы (лат. Otariinae) — традиционно выделявшееся подсемейство ушастых тюленей. Согласно молекулярно-генетическим данным, некоторые морские львы более связаны с морскими котиками (Arctocephalinae), чем с другими морскими львами, что делает оба этих подсемейства парафилетическими (искусственными) группами.

## Описание
Самец морского льва обычно весит 300 кг, и вырастает до 3 м. в длину. Самки значительно мельче — в среднем 100 кг при длине тела 1,8 м. Сивуч (или северный морской лев), один из видов морских львов, может вырастать до 3 м. и достигать веса в 1000 кг. Средняя продолжительность жизни — 20-30 лет. Морские львы потребляют большое количество пищи за раз — около 5-8 % от собственного веса.
Тело темно-бурого цвета. Морда маленькая, вытянутая как у собаки. Они отнесены к подотряду псообразных, но не только из-за схожести своей морды с собачьей. Глаза большие, слегка выпуклые.
На морде есть длинные жесткие усики, которые называются вибриссами, и выполняют осязательные и чувствительные функции.
У некоторых видов взрослые самцы имеют характерный хохолок на голове, а на шее шерсть образует гриву, из-за чего этих животных и прозвали львами, в честь одноименных сухопутных хищников.
В природе голоса они имеют очень высокий и голосистый голос. Однако в океанариуме города Тоба на острове Хонсю (Япония) поёт морской лев, голос которого нежный и мягкий.

## Систематика
| Иллюстрация                | Род                                                   | Современные и недавно вымершие виды                                                                                                 |
| -------------------------- | ----------------------------------------------------- | --- |
| Сивуч                      | Сивучи (Eumetopias Gill, 1866)                        | - Сивуч (E. jubatus) |
| Австралийский морской лев  | Австралийские морские львы (Neophoca Gray, 1866)      | - Австралийский морской лев (N. cinerea)                                                                                            |
| Южный морской лев          | Южные морские львы (Otaria Péron, 1816)               | - Южный морской лев (O. flavescens)                                                                                                 |
| Новозеландский морской лев | Новозеландские морские львы (Phocarctos Peters, 1866) | - Новозеландский морской лев (P. hookeri)                                                                                           |
| Галапагосский морской лев  | Калифорнийские морские львы (Zalophus Gill, 1866)     | - Калифорнийский морской лев (Z. californianus) - † Японский морской лев (Z. japonicus) - Галапагосский морской лев (Z. wollebaeki) |